# Culicoides insinuatus
Culicoides insinuatus är en tvåvingeart som beskrevs av Ortiz och Leon 1954. Culicoides insinuatus ingår i släktet Culicoides och familjen svidknott. Inga underarter finns listade i Catalogue of Life.